# 唐佳麗
唐 佳麗 (とう かいれい、拼音:Tāng Jiālì、1995年3月16日 -) は、中国の女子サッカー選手。上海農商銀行WFC所属。ポジションはミッドフィールダー。サッカー中国女子代表。

## 経歴
U-17代表およびU-20代表での出場歴があり、フル代表での初出場は2014年ブラジリア国際女子サッカートーナメントで2014年12月10日に開催された対アメリカ代表戦で1-1で引き分けであった。

## 脚註
1. ↑  “List of Players – China PR” (PDF).  FIFA. p. 5 (2015年5月30日). 2015年6月12日閲覧。
2. ↑  Jiali Tang Eurosport
3. ↑  TANG Jiali FIFA